# Ширакский государственный университет
Ширакский государственный университет имени Микаэла Налбандяна (арм. Շիրակի Մ. Նալբանդյանի անվան պետական համալսարան), ранее Ленинаканский педагогический институт имени Микаэла Налбандяна (Միքայել Նալբանդյանի անվան Լենինականի մանկավարժական ինստիտւտը) и Гюмрийский государственный педагогический институт имени Микаэла Налбандяна (Միքայել Նալբանդյանի անվան Գյումրիի պետական մանկավարժական ինստիտւտը), — высшее учебное заведение в городе Гюмри, Республика Армения.

## История
Институт основан в 1934 году в городе Ленинакане, Армянской ССР как Ленинаканский педагогический институт. Основоположником института стал С.Мовсисян, который занимал должность ректора института в 1935—1937 годах. За короткий период времени Мовсисяну удалось собрать профессорско-преподавательский состав, включив в него заслуженных учителей Ленинакана и пригласив специалистов из Еревана.
В первый год институт состоял из 16 преподавателей и 100 студентов, вскоре стал гордостью ленинаканцев и центром интеллектуальной жизни города.
В 1949 году институту присвоено имя Микаэла Налбандяна.
В 1984 году «за заслуги в подготовке квалифицированных специалистов и развитии научных исследований в области педагогики» институт награждён орденом «Знак Почёта».
На 1990 год в институте обучалось 1000 студентов.
За 80 лет, к 2014 году, институт подготовил более 20 000 выпускников. Большинство из них стали педагогами в школах и институтах республики (М. О. Давоян, С. М. Баласанян).
С 2016 года — Ширакский государственный университет имени М. Налбандяна.
В настоящее время институт готовит специалистов по более 30 специальностям на семи факультетах, в нём обучаются более 6000 студентов.

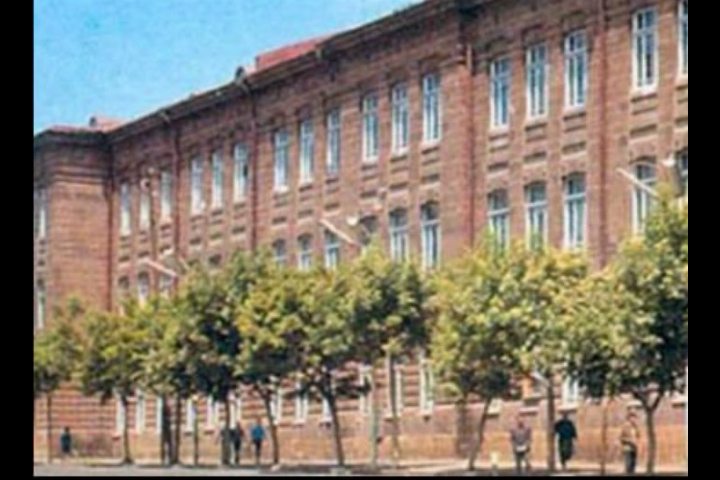
Здание университета